# شب غیرعادی
شب غیرعادی (به انگلیسی: The Strange Night) فیلمی ایتالیایی به کارگردانی آلفردو آنجلی است که در سال ۱۹۶۷ منتشر شد.

## بازیگران
- ساندرا میلو
- انریکو ماریا سالرنو
- لیدیا آلفونسی
- ماسیمو سراتو
- اوی مالتایاتی
- اتوره مانی
- آنتونلا استنی